# Ichijō Kaneka
Ichijō Kaneka (一条 兼香, né le 12 janvier 1692, décédé le 21 septembre 1751), fils du régent Takatsukasa Fusasuke et fils adopté du régent Ichijō Kaneteru, est un noble de cour japonais (kugyō) de l'époque d'Edo (1603-1868). Il exerce la fonction de régent kampaku pour l'empereur Sakuramachi de 1737 à 1746.
Il épouse une fille d'Asano Tsunanaga, quatrième daimyo du domaine de Hiroshima ainsi qu'une fille adoptée d'Ikeda Tsunamasa, deuxième daimyo du domaine d'Okayama. Avec cette dernière, il a de nombreux enfants dont :
- Ichijō Michika ;
- Takatsukasa Mototeru ;
- consort de Tokugawa Munemasa, septième daimyo du domaine de Wakayama ;
- Akiko (Tomohime), consort de Tokugawa Munetada, fondateur de la famille Hitotsubashi-Tokugawa ;
- consort de Tokugawa Munemoto, cinquième daimyo du domaine de Mito ;
- Daigo Kanezumi ;
- consort de Tokugawa Shigeyoshi, fondateur de la famille Shimizu-Tokugawa.

Il a également une fille avec une roturière, fille qui deviendra la consort de l'empereur Momozono.

## Source de la traduction
- (en) Cet article est partiellement ou en totalité issu de l’article de Wikipédia en anglais intitulé « Ichijō Kaneka » (voir la liste des auteurs).